# Warbeyen
Warbeyen is een kerkdorp behorend bij de gemeente Kleef gelegen aan de zuidelijke over van de Rijn in Duitsland. De plaats ligt ongeveer drie kilometer ten zuiden van Emmerik en wordt doorsneden door de weg B220 van Emmerik naar Kleef. Op 31 december 2015 telde Warbeyen 762 inwoners op een oppervlakte van 11,63 km².

## Geografie
Warbeyen ligt in het laaggelegen stroomgebied van de Rijn bij de grens met Nederland. Eeuwenlang was het hoge water van de Rijn een bedreiging voor de woningen omdat het dorp gelegen is in een voormalig overloopgebied, zodat vele boerderijen op terpen gebouwd werden. Sinds de Tweede Wereldoorlog zijn de dijken verbeterd en wordt dit principe bij nieuwbouw niet meer strikt toegepast.

## Economie
Het is een klein, overwegend agrarisch dorp. Er bevinden zich meerdere land- en tuinbouwbedrijven (melkvee, aardbeienteelt) en een handelsonderneming voor verkoop van landbouwwerktuigen zoals maaimachines en frezen. In het Oosten wordt Warbeyen afgegrensd van de buurgemeente Kalkar door het riviertje de Kalflack, dat naar de Rijn toestroomt en tegenover Emmerik bij een gemaal van het waterschap in de Rijn uitmondt.

## Bezienswaardigheden
In de plaats bevindt zich een neogotische kerk. De toren van de St. Hermes-Kirche (hoogte: 45 meter) is een goed voorbeeld van de baksteengotiek aan de Nederrijn. Het oudste gedeelte van de kerk dateert van voor 1368. Het middenschip werd in 1550 gebouwd. De zijvleugels en de sacristie dateren uit 1853. De doopkapel en de westelijke toren dateren uit 1900.
De inrichting van de kerk is bezienswaardig met werken van de 'Kalkarer school' (houtsnijders en schilders uit de 15e en 16e eeuw). Aan het dorpsplein nabij de kerk ligt het voormalige schoolgebouw.

## Afbeeldingen

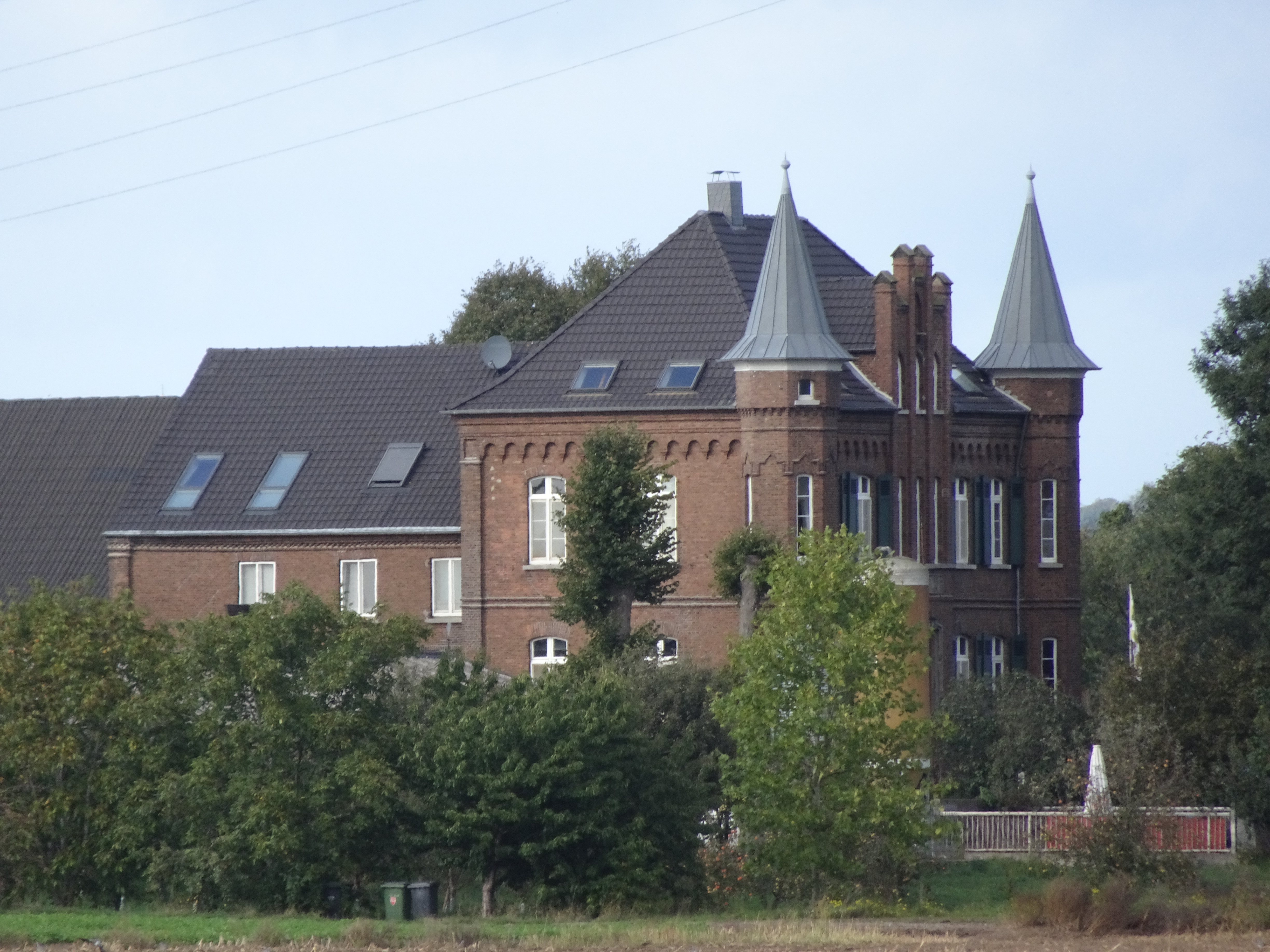
Herenboerderij Baumannshof
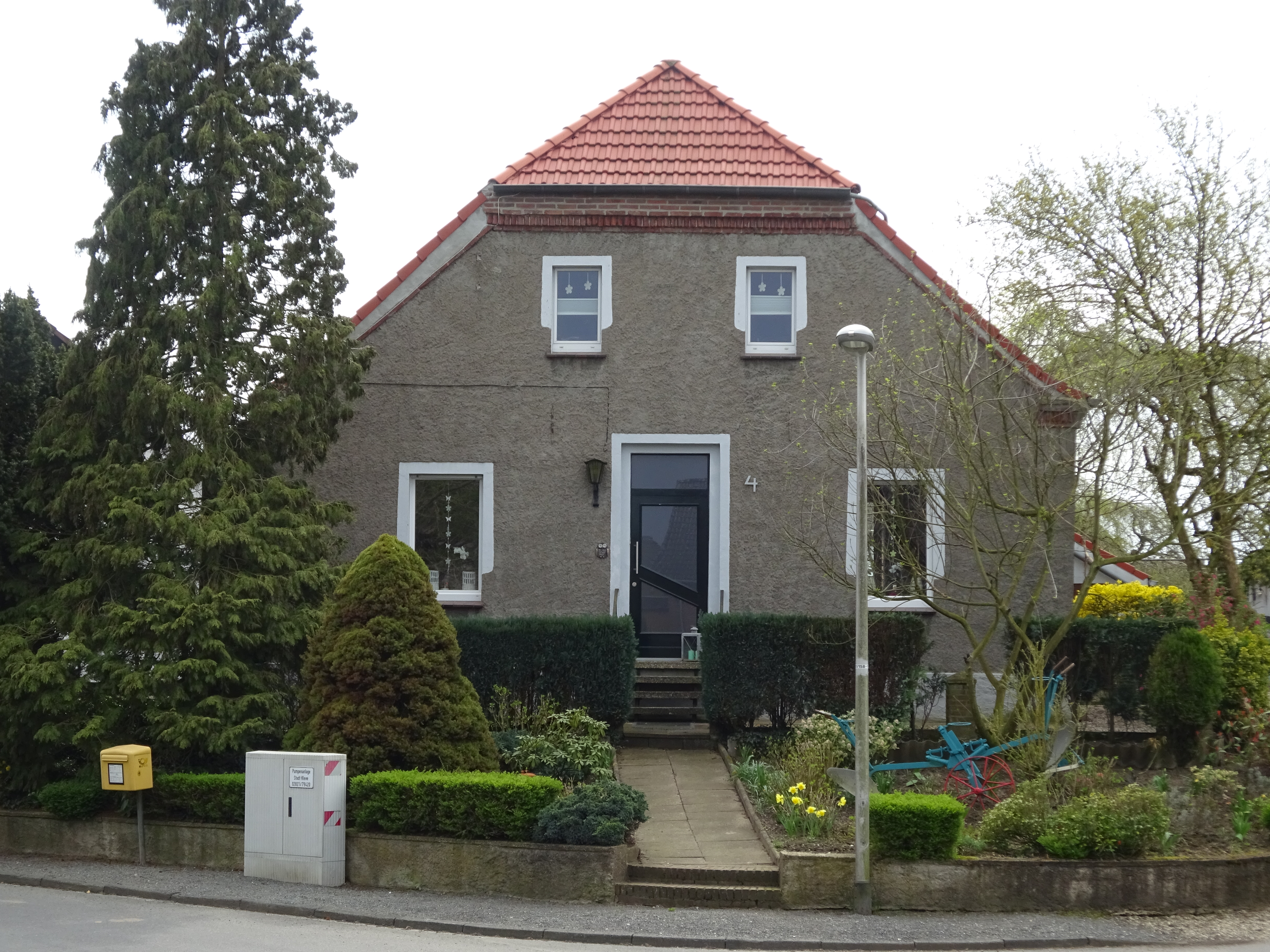
Terpwoning, Hahnenacker
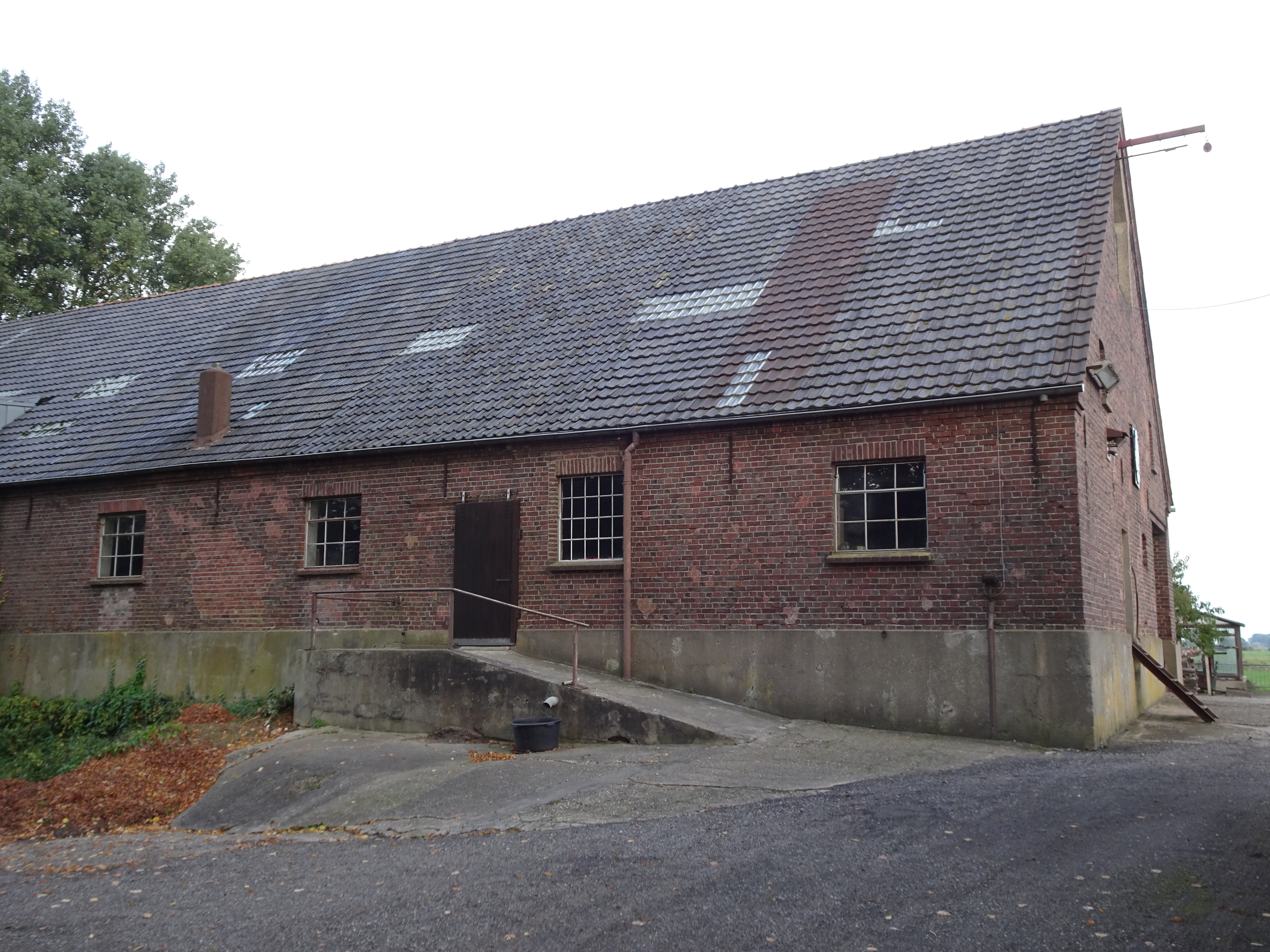
Hoog staldeel aan de Jungfernstraße
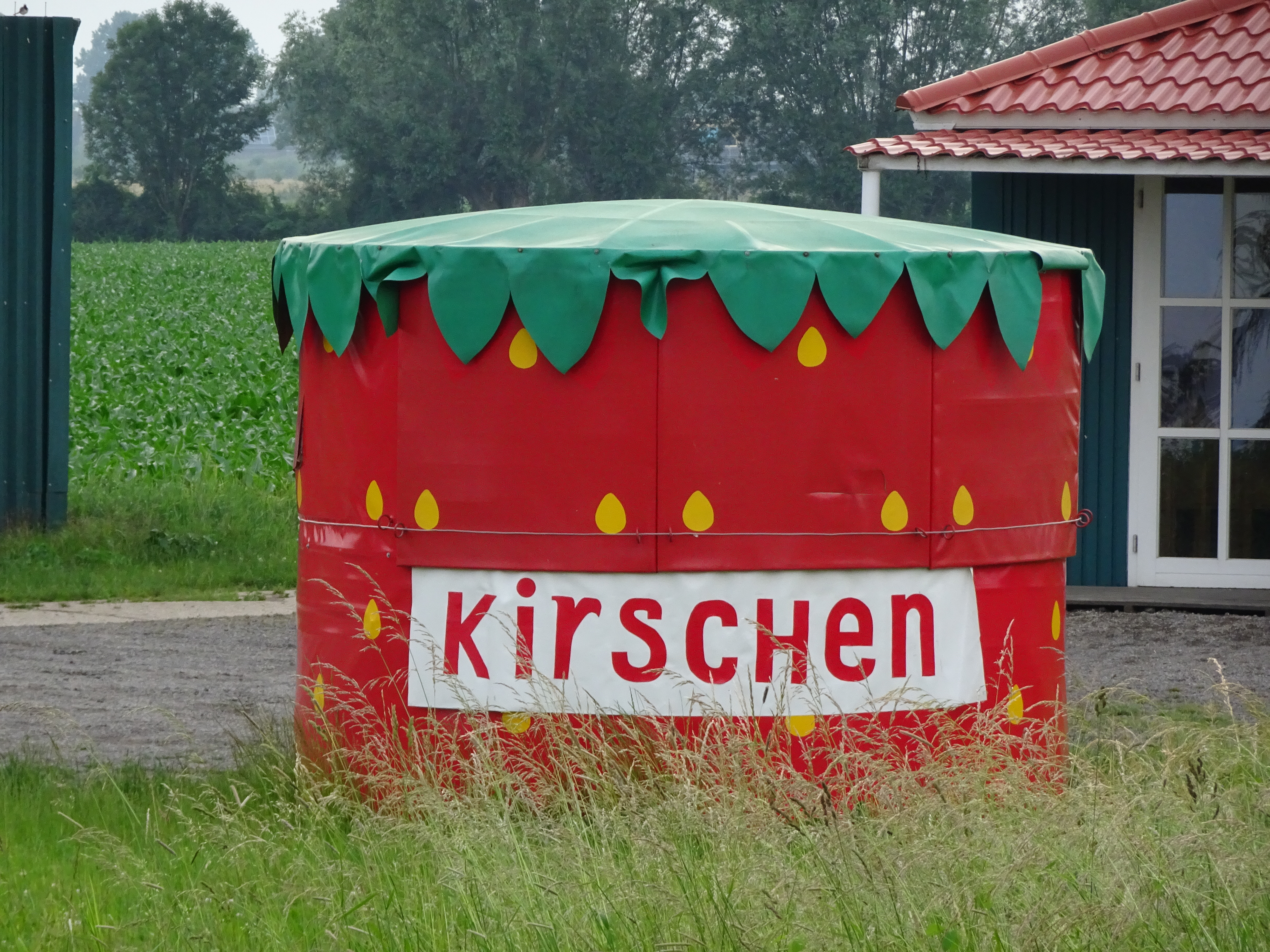
Aardbeien en kersen
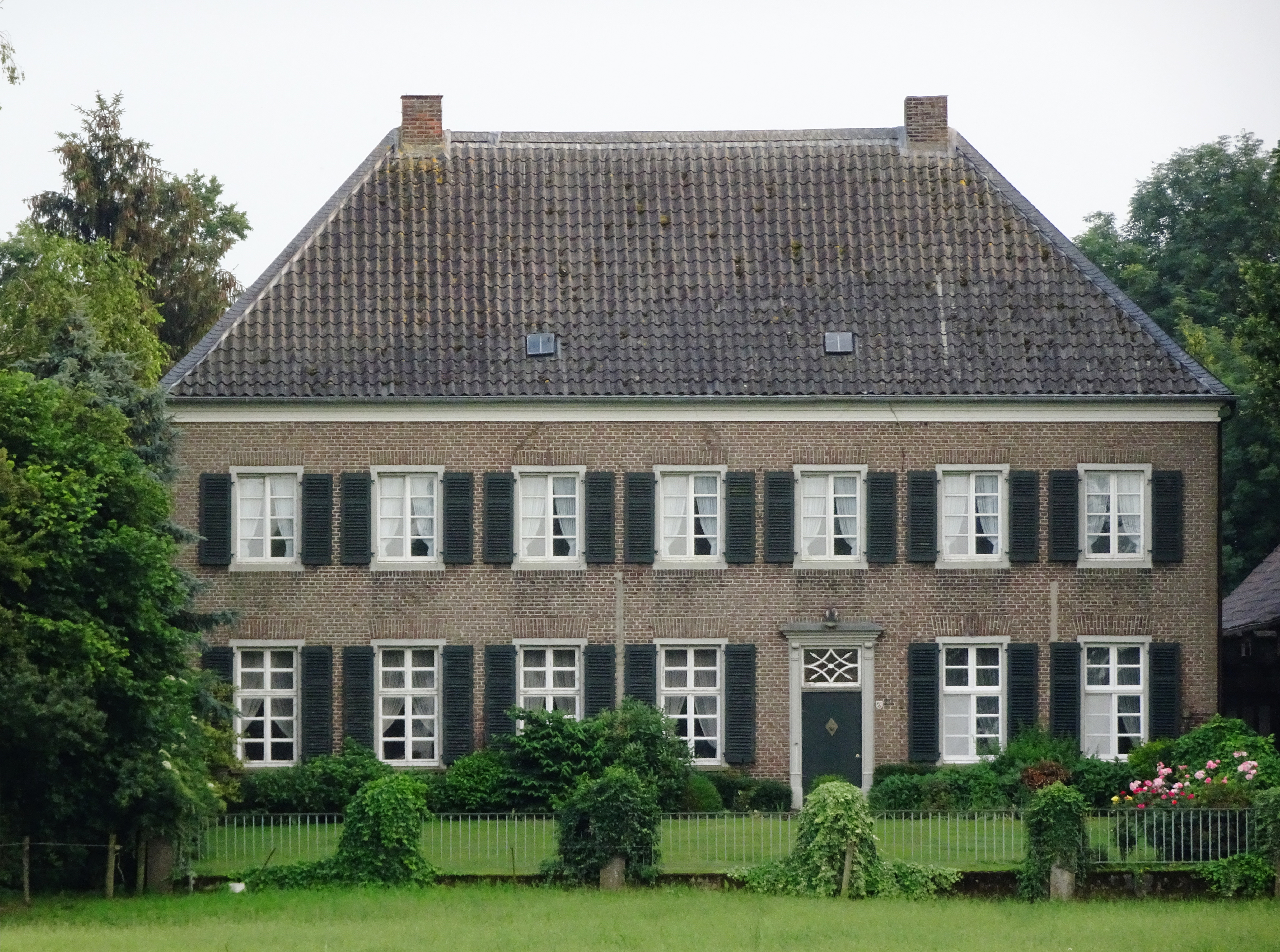
Lippenhof, Emmericher Straße
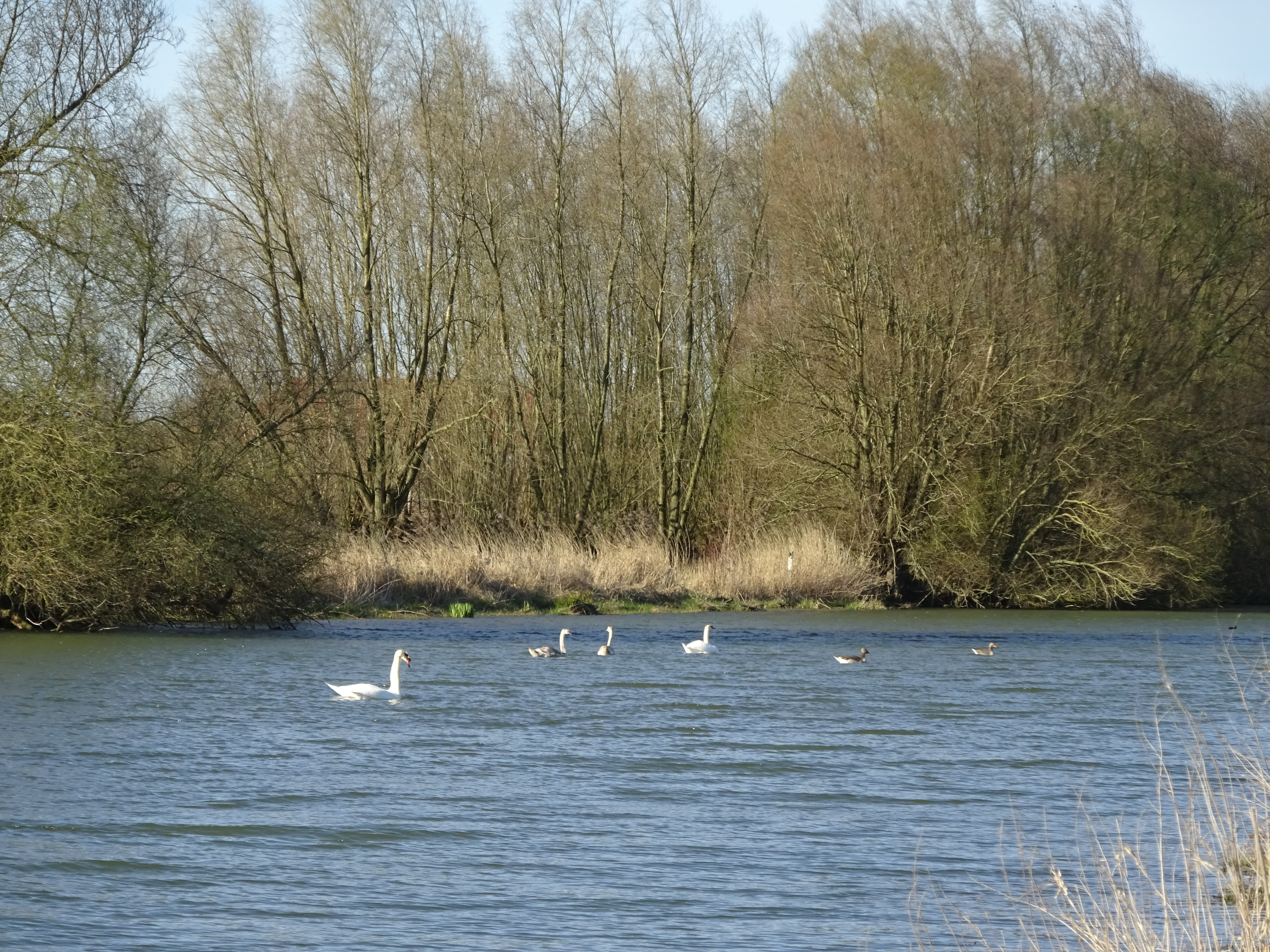
Kalflack